# NHK大阪音樂廳
NHK大阪音樂廳（日语：NHK大阪ホール，エヌエイチケイおおさかホール，NHK Osaka Hall）是位於日本大阪府大阪市中央區大手前的一座日本放送協會所有的音樂廳，和NHK大阪放送局新放送會館同時開業於2001年11月。這座音樂廳位於大阪放送會館的4層，是NHK繼NHK大廳之後的第二個音樂廳。除了用於節目收錄外，該音樂廳還用於音樂和文化演出，並且是8月Summer Jumbo彩票的開獎現場。

## 外部連結
- NHK大阪ホール （页面存档备份，存于）